# Ulrichskirche (Siglingen)

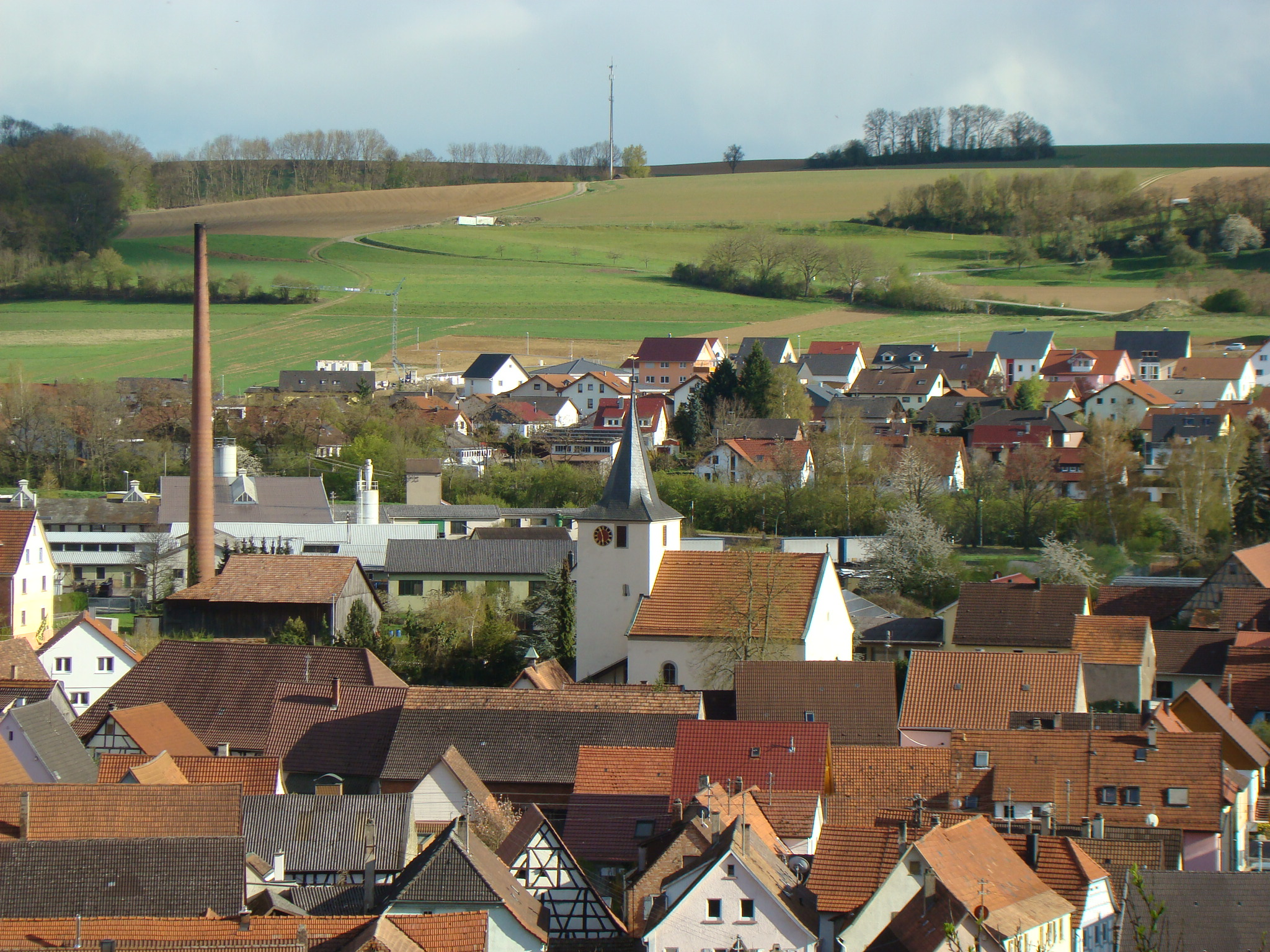
Die Ulrichskirche in Siglingen

Die Ulrichskirche ist eine evangelische Kirche in Siglingen, einem Ortsteil der Gemeinde Neudenau im Landkreis Heilbronn im nördlichen Baden-Württemberg.

## Geschichte
Über die frühe Geschichte der Kirche ist wenig bekannt. Sie war ursprünglich eine Filialkirche von Züttlingen und könnte gemeinsam mit der Neudenauer Laurentiuskirche nach dem Jahr 955, also nach der Schlacht auf dem Lechfeld, gegründet worden sein, als die Heiligen Ulrich und Laurentius beliebte Kirchenpatrone waren.
Aufgrund der Lage, der Gestalt des Turms und wegen eines bis in die jüngere Vergangenheit erhaltenen Gadens nimmt man an, dass die Siglinger Kirche als Wehrkirche angelegt war. Der Turm ist der älteste Bauteil der Kirche und weist romanische Stilmerkmale auf. Im 14. oder 15. Jahrhundert wurde die Kirche im Stil der Gotik umgebaut. Reste eines gotischen Daches haben sich an der Turmwand erhalten.
Im Zuge der Reformation durch den württembergischen Herzog Ulrich wurde die Kirche 1542 zur selbständigen Pfarrei mit den Filialorten Reichertshausen und Kreßbach erhoben. 1556 war die Kirche stark baufällig, woraufhin Herzog Christoph ihre Wiederherstellung anordnete. Der herzoglichen Anordnung wurde jedoch wohl nicht Folge geleistet, da aus den Jahren 1613 und 1614 noch urkundliche Belege über den schlechten Zustand der Kirche vorhanden sind. Am 13. Januar 1620 war der Baumeister Heinrich Schickhardt in Siglingen. Er beschrieb die vorgefundene gotische Kirche als schmalen einschiffigen Bau mit eingezogenem Ostchor und empfahl aufgrund ihres schlechten Zustandes den Abriss und nachfolgenden Neubau. Zwar ersuchte man Schickhardt 1620/21 um Zusendung von Plänen, die auch geliefert wurden, doch abermals geschah nichts.
Im weiteren Verlauf des inzwischen ausgebrochenen Dreißigjährigen Krieges wurde die Kirche im Jahr 1636 zerstört, als kaiserliche Truppen den Ort niederbrannten. Nach dem Krieg wurde die Kirche in ihrer heutigen Form wiederaufgebaut. Der Turm war 1650 vollendet. Bedeutende Renovierungen fanden 1867, 1955–61 und 1977 statt.